# رسالة حول العمي من أجل أن يستعملها المبصرون
رسالة حول العمي من أجل أن يستعملها المبصرون (بالفرنسية: Lettre sur les aveugles à l'usage de ceux qui voient)‏ هي كتاب كتبه دنيس ديدرو في عام 1749. تطرق فيه إلى مسألة الإدراك البصري.